# 斛律皇后
斛律皇后（こくりつこうごう、生没年不詳）は、中国の北斉の後主高緯の1人目の皇后。斛律光の娘。朔州勅勒部の出身。

## 経歴
高緯にとついで皇太子妃となった。565年4月、高緯が即位すると、皇后に立てられた。572年1月、娘を生んだが、高緯は斛律光を喜ばせようとして、男子を生んだといつわり、このために大赦をおこなった。7月に父の斛律光が処刑されると、8月に皇后は廃位されて庶人に落とされ、別宮に幽閉された。後に尼となった。北斉が滅ぶと、開府儀同三司の元仁（元景安の子）の妻となった。

## 伝記資料
- 『北斉書』巻9 列伝第1
- 『北史』巻14 列伝第2 后妃下